# Waake
Waake est une municipalité de Basse-Saxe, dans l'arrondissement de Göttingen, en Allemagne.